# 費奇巴赫河
46°54′29″N 8°59′02″E / 46.90794°N 8.98394°E

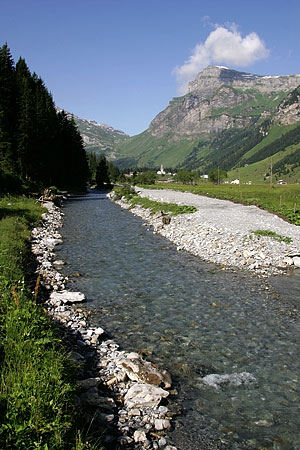

費奇巴赫河是瑞士的河流，位於該國東部，流經烏里州和格拉魯斯州，處於格拉魯斯山地區，河道全長12.5公里，流域面積42.6平方公里，河口處在林塔爾。